# Hiba Abu Nada
Hiba Kamal Abu Nada (Meca, 24 de junho de 1991 – 20 de outubro de 2023) foi uma poeta, romancista e nutricionista palestiniana. Em 2017, Hiba ganhou o 2º lugar do Prémio Sharjah de Criatividade Árabe, na sua 20ª edição.

## Biografia
Hiba estudou na Universidade Islâmica de Gaza, onde obteve o diploma de bacharelato em bioquímica e, em seguida, o mestrado em nutrição clínica pela Universidade Al-Azhar de Gaza, também em Gaza. Em 2017, ganhou o Prémio Sharjah de Criatividade Árabe (segundo lugar) pelo seu romance intitulado al-Uksujīn laysa lil-mawtā (em português, O oxigênio não é para os mortos, em árabe: الأكسجين ليس للموتى ).
Em 20 de outubro de 2023, Hiba foi morta durante um ataque aéreo perpetrado pela Força Aérea Israelita contra a sua casa. Hiba tinha 32 anos.